# Enrique Raúl Alanis Davila
Enrique Raúl Alanís Dávila (Saltillo, Coahuila, 17 de marzo de 1976) es un economista y político mexicano. En el año 2018 se integró como Jefe de la Oficina Ejecutiva del C. Gobernador del Estado de Nuevo León, el Ing. Jaime Rodríguez Calderón. Previo al Servicio Público, incursionó en la Iniciativa Privada donde su experiencia lo ha llevado a liderar a empresas de renombre, como la internacional CEMEX. Ha colaborado como presidente, fundador y miembro en organismos de la sociedad civil y ONGs.

## Primeros Años
Nació en el municipio de Saltillo, Coahuila, el 17 de marzo de 1976, de donde emigró al estado de Nuevo León para iniciar con sus estudios profesionales en el Instituto Tecnológico y de Estudios Superiores de Monterrey (ITESM), y en el año de 1997, realizó un intercambio académico para licenciatura en Grenoble École de Magnament en Francia volviendo después a Monterrey, donde concluyó sus estudios en 1999 y graduándose como licenciado en economía. En el año 2002 obtuvo su maestría en e-Commerce, otorgada por el Instituto Tecnológico de Estudios Superiores Monterrey, y en el año 2012 viajó a Estados Unidos de Norte América para estudiar en la The Fletcher School - Tufts University donde obtuvo el grado de maestría en asuntos internacionales. Sus viajes académicos le permitieron aprender y dominar las lenguas del inglés, francés e italiano.

## Trayectoria profesional en el sector privado
Fue encargado de ventas, adquisiciones, importaciones y operaciones administrativas de FRONCELL como Gerente Comercial de 1999-2001. Además, se desempeñó como Gerente de Desarrollo e-Business de Banorte de 2001-2002 siendo responsable del desarrollo y puesta en operación de una plataforma en línea de banca personal para la institución financiera.
Trabajó como Gerente Corporativo de Administración de Riesgos e Inteligencia Estratégica de CEMEX de 2002-2011 donde fue responsables de crear e implementar funciones de inteligencia. También fue Director de Administración de Riesgos Empresariales CEMEX USA de 2011-2012 como responsable de establecer el área de Administración de Riesgos en Estados Unidos. Así como Director de Riesgos Empresariales e Inteligencia Estratégica de CEMEX de 2012 a 2018, y responsable de administrar y mitigar los riesgos correspondientes a la Agenda de Riesgos global de la empresa.
Desarrolló los diferentes informes de alerta temprana y análisis del área de Gestión de Riesgos Empresariales (ERM), para uso de la Alta Dirección, además asesoró a la Alta Dirección en las decisiones finales relacionadas con la entrada al mercado de nuevos países y asuntos internacionales complejos.
Implementó un programa de gestión de crisis y resiliencia empresarial para abordar y recuperarse de situaciones de crisis, como desastres naturales, cortes de energía y disturbios, a través de planes de contingencia; lideró el desarrollo de equipos globales de respuesta rápida.
Asesor de entidades en la creación y / o fortalecimiento de funciones de inteligencia competitiva y estratégica como el Consejo Coordinador Empresarial de México, Secretaría de Seguridad del Estado de Nuevo León, institución gubernamental promotora de las exportaciones de México (Pro México), Industrias AlEn, Empresas Polar en Venezuela. , entre otros.
Forma parte del consejo consultivo de la Facultad de Ciencias Políticas y Relaciones Internacionales de la UANL desde 2016. De 2018 a la fecha funge como Jefe de Gabinete / Secretario Ejecutivo del Gobierno del Estado de Nuevo León, México.

## Participación en organizaciones no gubernamentales, asociaciones civiles y de la sociedad civil
Además de trabajar como Secretario Particular del Gobierno del Estado, es miembro de la junta directiva de varias asociaciones empresariales y comunitarias, una de las cuales es la Cámara de Comercio Internacional de México. Fundó una ONG contra la corrupción y es presidente de otra ONG que crea herramientas de TI para promover el compromiso cívico.
Fue presidente del CIC (Centro de Integración Ciudadana), ONG con más de 30 empleados, promueve la participación cívica  través de una plataforma tecnológica, 2015 a 2018. Fue miembro del Consejo de la Cámara Internacional de Comercio, Capítulo México, 2014-2016. Así como Integrante del Consejo Directivo del Consejo Cívico de Nuevo León, organismo donde participan representantes gubernamentales y empresariales enfocado a la transformación social de la entidad, 2014-2016.
Fungió como miembro del Consejo de COMIMSA (Corporación Mexicana de Investigación de Materiales), 2009 a 2018.
Fundador de México Sin Corrupción, ONG que promueve el combate a la corrupción y tiene participación activa en múltiples foros, 2009 a 2018. Así como Miembro del Consejo Editorial del Periódico El Norte, 2015-2017.
Es creador del Video Blog ¨Race For The Empire¨, transmitido en redes sociales, donde presenta temas relevantes y análisis geopolíticos.

## Publicaciones y participaciones
- Capítulo ´´Plataforma Tecnológica. Base Fundamental en un Sistema de Inteligencia´´ del libro Inteligencia Estratégica en el contexto mexicano. 2012.

- Formó parte de la encuesta mundial en 2014 sobre reputación y riesgos realizada por Deloitte y Forbes Insights a ejecutivos, como director de riesgos de CEMEX.

- Presentación en la organización mundial de comercio como Jefe de las áreas de Gestión de Riesgos Empresariales, Inteligencia Estratégica y Resiliencia Empresarial de CEMEX.

- Mencionado en el libro Political Risk de Condoleezza Rice tratando el tema ´´cómo las empresas y organizaciones pueden anticipar la inseguridad global´´

- Editorialista semanalmente en el diario EL HORIZONTE, en el cual se pueden encontrar sus artículos, es colaborador en tv azteca cuenta con la publicación de video columnas.

- Cuenta con participación semanal en el noticiero de TVNL, desde abril de 2020 (RTV Nuevo León)

- Es líder de opinión en la columna semanal de SCRIPTA MTY así como en EITMEDIA.

- Forma parte del grupo de expertos, empresarios y profesionistas, miembros del Consejo Mexicano de Asuntos Internacionales (COMEXI).